# Rubiá
Rubiá és un municipi de la província d'Ourense a Galícia. Pertany a la Comarca de Valdeorras.
| 3.738 | 4.164 | 4.220 | 3.049 | 1.685 |
| Fonts: INE i IGE (Els criteris de registre censal variaren i les dades de l'INE i de l'IGE poden no coincidir.) |       |       |       |       |

## Parròquies
- O Barrio de Cascallá (Nosa. Sra. da Asunción)
- Biobra (San Miguel)
- Covas (San Salvador)
- Oulego (San Miguel)
- Pardollán (Santo Estevo)
- O Porto (San Cristovo)
- Quereño (San Cristovo)
- O Robledo da Lastra (Nosa Sra. da Concepción)
- Rubiá (Santa Mariña)
- A Veiga de Cascallá (Santa Cruz)